# Heinz Affolter
Heinz Affolter (* 16. Mai 1953 in Luzern) ist ein Schweizer Musiker (Gitarre, Gesang, Komposition) des Fusion Jazz.
Affolter begann nach dem Abschluss einer Berufsausbildung als Jazzmusiker und dem Studium der Musikwissenschaft an der Universität Bern seine Karriere als professioneller Musiker. Seit Ende der 1970er Jahre spielte er in der Band Kiol mit Dave und Brigeen Doran sowie Walter Stricker und Raoul Walton, die 1983 auch als Vorgruppe von Billy Cobham wirkte. Mit einer eigenen Band tourte er durch Europa und legte ein erstes Album vor, das zum Vertrag mit dem kalifornischen Label JCI führte. Sein zweites Album Realities (1987) brachte ihm auch in Nordamerika Anerkennung.
Bei seinem nächsten Album Acoustic Adventure arbeitete er mit Alex Acuña, Vinnie Colaiuta und Fernando Saunders zusammen. Auf seinem Album 'Seascape' kooperierte er mit Dave Weckl. Er nahm mit Daniel Cerny auf und ist auch als Studiomusiker tätig.
Affolter lehrt an der Hochschule Luzern und ist im eigenen Studio in Eich als Tontechniker tätig.

## Diskographische Hinweise
- Alone (1985)
- Realities (JCI Records 1987) /
- Acoustic Adventure (JCI Records 1990)
- China Moon (B&W Music 1995)
- Seascape (Rossella Records 1999)

## Lexigraphische Einträge
- Bruno Spoerri: Biografisches Lexikon des Schweizer Jazz CD-Beilage zu: B. Spoerri (Hrsg.): Jazz in der Schweiz. Geschichte und Geschichten. Chronos-Verlag, Zürich 2005; ISBN 3-0340-0739-6